# Johannes Agathinus van Weel
Johannes Agathinus van Weel, heer van Sommelsdijk (Dirksland, 25 april 1803 - Rotterdam, 26 februari 1877) was een Nederlands burgemeester.

## Biografie
Van Weel was lid van de in het Nederland's Patriciaat opgenomen geslacht Van Weel en een zoon van David van Weel, heer van Sommelsdijk (1773-1849), schout en secretaris van Dirksland en lid van Provinciale Staten van Zuid-Holland, en Paulina Maria van der Valk (1764-1845). Hij trouwde in 1837 met Hendrika Neeltje Goekoop (1809-1864), lid van de familie Goekoop, uit welk huwelijk drie kinderen werden geboren, onder wie mr. David van Weel (1838-1911), wethouder van Rotterdam en lid van Gedeputeerde Staten van Zuid-Holland. Ook zijn broer Anthony van Weel (1799-1872) was burgemeester, later ook lid van de Eerste Kamer.
In 1835 werd hij benoemd tot burgemeester van Melissant, en tot 1852 was hij tevens burgemeester van Herkingen en Roxenisse. Van 1838 tot 1876 was hij notaris met als standplaats Dirksland en omdat vanaf 1852 iemand niet tegelijk burgemeester en notaris mocht zijn, gaf hij zijn burgemeesterschappen toen op.